# Hak analny

Hak analny ze stali nierdzewnej

Hak analny – akcesorium erotyczne, często przypominające wyglądem haczyk wędkarski, przeznaczone do penetracji analnej lub innej aktywności seksualnej. Haki analne mogą być wykonane z różnych materiałów, jednak najpopularniejsze są te ze stali nierdzewnej. Ich konstrukcja to zazwyczaj zakrzywiony pręt metalowy z metalową kulką na jednym końcu i pierścieniem na drugim. W przeciwieństwie do innych zabawek przeznaczonych do penetracji analnej, takich jak atrapy prącia i koraliki analne, haki analne są powszechnie wykonywane z nieelastycznych materiałów przez co mogą znacznie łatwiej spowodować obrażenia, jeśli są używane nieprawidłowo.
Nie używa się takich haków do unieruchamiania osób w bondage w sposób przenoszący na nie ciężar ciała, ze względu na ryzyko odniesienia obrażeń przez osobę krępowaną. Czasami są one wplatane w uprzęże linowe zakładane na ciało lub w liny przymocowane do włosów, ponieważ żadna z tych metod nie wiąże się z przenoszeniem ciężaru ciała na sam hak.